# Shelley Malil
Shelley Mathew Malil (Kerala, 23 de dezembro de 1964) é um ator indiano.
Atuou em filmes, como O Virgem de 40 Anos no papel de Haziz e Meu Marciano Favorito no papel de Felix; entre outras produções cinematográficas e trabalhos na televisão.
Em 2010 foi condenado à prisão perpétua pela justiça norte-americana, por tentar matar uma ex-namorada.